# Phryxe punctata
Phryxe punctata là một loài ruồi trong họ Tachinidae.